# Hook and Ladder
Hook and Ladder er en amerikansk stumfilm fra 1924 af Edward Sedgwick.

## Medvirkende
- Hoot Gibson som Ace Cooper
- Mildred June som Sally Drennan
- Frank Beal som Drennan
- Edwards Davis som O'Rourke
- Philo McCullough som Gus Henshaw